# Cristina Lustemberg
María Cristina Lustemberg Haro (Montevideo, 12 de enero de 1966) es una médica pediatra y política uruguaya, integrante del Frente Amplio.

## Biografía
Estuvo exiliada en Cuba junto a su familia, entre los 8 y 20 años. Se graduó de médica en 1995 y en 2001 de pediatra. En la salud pública trabajó en el barrio La Paloma en el Cerro y Jardines del Hipódromo. Su esposo también es médico y tienen tres hijas.
Del 2005 al 2011 se desempeñó en el sector público como Responsable del Área Niñez y Adolescencia de ASSE. Desde enero de 2012 hasta febrero de 2015 fue coordinadora del Programa «Uruguay crece contigo» de la Oficina de Planeamiento y Presupuesto de la Presidencia de la República. Trabajó en ejecución de proyectos vinculados a infancia y adolescencia y de gestión pública.
Fue elegida diputada por la lista 711, de Raúl Sendic Rodríguez, del Frente Amplio para el periodo 2015-2020, pero el presidente Tabaré Vázquez la nombró subsecretaria del Ministerio de Salud Pública ese mismo año. En 2017 renunció al cargo en el ministerio y regresó al parlamento, donde retomó la banca que ocupó su suplente, José Querejeta. En febrero de 2017 abandonó el sector de Sendic.
A fines de 2017 se conformó el grupo PAR (por «Participar. Articular. Redoblar»), liderado por Lustemberg e integrado por frenteamplistas provenientes de otros sectores del Frente Amplio, independientes y ciudadanos sin militancia previa. La agrupación se autodefine como de izquierda, paritaria, diversa, antipatriarcal y feminista. En las elecciones internas de 2019 apoyaron la candidatura presidencial de Daniel Martínez. Tras el éxito de este precandidato, el nombre de Lustemberg estuvo en danza como eventual candidata a la Vicepresidencia de la República.
En las elecciones parlamentarias de octubre de 2019, resultó elegida diputada por Montevideo para el periodo 2020-2025. Además, fue citada como posible Ministra de Desarrollo Social en caso de que Daniel Martínez hubiese sido electo presidente.
En diciembre de 2024, Lustemberg fue anunciada por el presidente electo Yamandú Orsi como futura ministra de Salud Pública.